# كوتوري كويواي
كوتوري كويواي (小岩井ことり كويواي كوتوري) هي مؤدية أصوات يابانية ولدت في 15 فبراير في محافظة كيوتو.

## أدوارها في الأنمي

### مسلسلات أنمي تلفزيونية
- غاتشامان كراودز - أوتسوتسو
- غاتشامان كراودز إنسايت - أوتسوتسو
- M3 الفولاذ الأسود - ساسامي إيزوريها، تسوغومي
- الإكسوريست الأزرق - يوشيكوني
- نون نون بيوري - رينغي مياوتشي
- نون نون بيوري ريبيت - رينغي مياوتشي
- باراكامون - أيكو كاواموتو
- جوشيراكو - كيغورومي هاروكيتيه
- سايكوباس - يوكي فوناهارا
- كايتن إيرث - ميا، بيتز
- سول إيتر نوت! - كانا ألتاير
- الشمس التي تخترق الأوهام - مينوري موراكامي
- كرايم إدج القاطعة - إيواي موشانوكوجي
- ميكاكوسيتي أكتورز - هيوري
- الخطايا السبع المميتة - إيلين
- نيسيكوي: - فو

## أدوارها في ألعاب الفيديو
- آيدولماستر ميليون لايف! - توموكا تنكوباشي

## وصلات خارجية
- كوتوري كويواي على موقع IMDb (الإنجليزية)
- كوتوري كويواي على موقع ميوزك برينز (الإنجليزية)
- كوتوري كويواي على موقع قاعدة بيانات الفيلم (الإنجليزية)
- كوتوري كويواي على موقع ANN person (الإنجليزية)